# Энджели, Пал
Пал Энджели (алб. Pal Engjëlli 1416 — 1470) — албанский священнослужитель и дипломат, архиепископ Дурреса. Он считается соратником Скандербега, которого он сопровождал в дипломатических миссиях в поисках помощи в борьбе с Османской империей.
Ему принадлежит авторство самой ранней сохранившейся фразы на албанском языке алб. «Un’te paghesont' pr’emenit t’Atit e t’Birit e t’Spirit Senit» (Крещу тебя во имя Отца и Сына и Святого Духа). Она обнаружена в пасторском послании архиепископа датированном 8 ноября 1462 года, в настоящее время хранящимся в Библиотеке Лауренциана во Флоренции. Он был обнаружен румынским учёным Николае Йорга в 1915 году.